# Mieczysław Lurczyński
Mieczysław Marian Lurczyński, né le 14 décembre 1908 à Saint-Pétersbourg, mort le 28 septembre 1992 à Paris 10e, est un peintre polonais.

## Biographie
Mieczysław Lurczyński étudie la peinture à Varsovie avec Blanche Mercère et Adam Rychtarski (pl). Il expose dans plusieurs villes polonaises, notamment dans la Galerie Nationale d’Art Zachęta à Varsovie. Également écrivain, il publie des poésies et pièces de théâtre. Pendant la Seconde Guerre mondiale, il s'engage dans la Résistance au sein de l'Armia Krajowa. Il est arrêté en 1943 et envoyé à Buchenwald. Après la Libération, il vit à Hanovre jusqu'en 1949, puis se fixe définitivement à Paris.